# (1334) Lundmarka
(1334) Lundmarka ist ein Asteroid des Hauptgürtels, der am 16. Juli 1934 von dem deutschen Astronomen Karl Wilhelm Reinmuth an der Landessternwarte Heidelberg-Königstuhl der Universität Heidelberg entdeckt wurde.
Benannt ist der Asteroid nach dem schwedischen Astronomen Knut Lundmark.